# Vittorio Marangone
Vittorio Marangone (Aubing-Lochhausen-Langwied, 10 settembre 1912 – Udine, 1º gennaio 1990) è stato un politico italiano.

## Biografia
Nato ad Aubing, alle porte di Monaco di Baviera, da una famiglia friulana. Si laurea in lettere all'Università di Urbino. Politicamente aderisce al Partito Socialista Italiano fin dalla giovane età. Nel 1944 è esule in Svizzera, nel dopoguerra diventa segretario della federazione friulana del PSI. Nel frattempo diventa professore di scuola superiore, critico d’arte e giornalista pubblicista.
Nel 1953 viene eletto deputato con il PSI, confermando il proprio seggio - nella Circoscrizione Udine-Belluno-Gorizia-Pordenone - per un totale di tre legislature consecutive. Nel 1966 confluisce nel Partito Socialista Unificato. Conclude la propria esperienza parlamentare nel 1968.
Dal 1969 al 1982 è stato presidente della Camera di commercio di Udine. Ha anche presieduto l'Associazione udinese Amici dei musei e dell’arte fino al 1985 e il Centro friulano arti plastiche fino al 1989.
Muore all'età di 77 anni il giorno di capodanno del 1990.